# マナビヤ宮崎アカデミー
マナビヤ宮崎アカデミー（マナビヤみやざきアカデミー）とは、学校法人平成学園の運営する、宮崎県宮崎市の調理師・パティシエ専門学校である。

## 概要
調理師課程とパティシエ課程の2部門に分かれており、調理師課程では更に3つの科（調理師本科1年コース、調理師本科夜間1年半コース、調理師専攻科2年コース）に分かれている。パティシエ課程はパティシエ科単科で1年コースのみ。
調理学習設備としては調理実習室（個別・集団用含む）、製菓実習室の他、レストラン実習設備として疑似店舗「ウィバーチェ」があり、ここでオープンキャンパスも行われている。

## 沿革
- 1963年（昭和38年）- 田川栄養料理学園として開校。
- 1967年（昭和42年）- 田川クッキングスクールに改称。
- 1975年（昭和50年）- 調理師養成施設としての指定を受け、田川調理師専門学校に改称。
- 1977年（昭和52年）- 1976年の専修学校制度に伴い田川調理師高等専修学校に改称。
- 1978年（昭和53年）- 宮崎高等調理師専修学校に改称。
- 1990年（平成2年）- 学校法人平成学園としての認可を受ける。
- 1999年（平成11年）- 宮崎市大塚町に移転。
- 2000年（平成12年）- 宮崎調理師専門学校の認可を受ける。
- 2007年（平成19年）- 宮崎調理製菓専門学校に改称。
- 2020年（令和2年） - マナビヤ宮崎アカデミーに改称。

## 課程・学科
- 衛生専門課程
  - 調理師専攻科
  - パティシエ科
  - 調理師本科(専門課程1年コース)
- 衛生一般課程
  - 調理師本科(一般課程1年コース)
  - 調理師本科(一般課程1.5年コース)(募集停止)